# Lhasa
Lhasa (en tibetano: ལྷ་ས།, en chino, 拉萨, Lāsà) es la capital de la Región Autónoma de Tíbet, en la República Popular China. Se encuentra situada en la meseta tibetana, rodeada por las montañas del Himalaya. Cuenta con una población de alrededor de 250 000 habitantes. Se encuentra a una altitud de 3650 m s. n. m., en el valle del río Brahmaputra, y es la segunda ciudad más alta de Asia y una de las más altas del mundo, tanto que la cantidad de oxígeno disponible es solo un 68 % de la del nivel del mar.
La ciudad es la sede tradicional de los lamas y lugar donde se encuentran los palacios de Potala, Norbulingka y el Templo de Jokhang, incluidos en el Patrimonio de la Humanidad y es considerado por el budismo tibetano como el centro más sagrado del Tíbet. 
Asimismo, limita al norte con la prefectura de Nagqu, al este con la prefectura de Nyingchi, al sur con la prefectura de Shannan, y al suroeste con la prefectura de Xigaze. Comprende, igualmente, los barrios o distritos de Lhünzhub, Damxung, Nyêmo, Qüxü, Doilungdêqê, Dagzê y Maizhokunggar.

## Toponimia
Lhasa quiere decir 'lugar de los dioses' (ལྷ Lha, dios; ས Sa, lugar), aunque antiguos documentos tibetanos e inscripciones han demostrado que hasta principios del siglo VII se llamaba Rasa (ར་ས 'lugar de cabras') ya que era un sitio de pastoreo.
El nombre fue cambiado a Lhasa, tras su establecimiento como capital del Tíbet, y la construcción del templo de Jokhang, que albergaba una estatua sagrada de Buda.  Lhasa aparece por primera vez como nombre, en referencia al templo de Jowo de la zona, en un tratado redactado entre China y el Tíbet en el año 822.

## Historia
Existe un considerable debate sobre la importancia geográfica de Lhasa en el Tíbet a principios de la historia.
A mediados del siglo VII, Songtsen Gampo se convirtió en el líder del Imperio tibetano, que se había elevado al poder en el valle del río Yarlung. En el año 641 d. C., Songtsän Gampo, que para entonces había conquistado toda la región tibetana, se casó con la princesa Bhrikuti de Nepal y la princesa Wen Cheng de la corte imperial Tang. A través de estos matrimonios, se convirtió al budismo y procedió a la construcción de templos Ramoche y Jokhang en Lhasa para albergar dos estatuas de Buda, traídas a su corte por las dos princesas. Los documentos de la dinastía Tang reflejan que el imperio de Songtsän Gampo era mayormente nómada y que mantenía audiencias en grandes tiendas móviles resplandecientes.

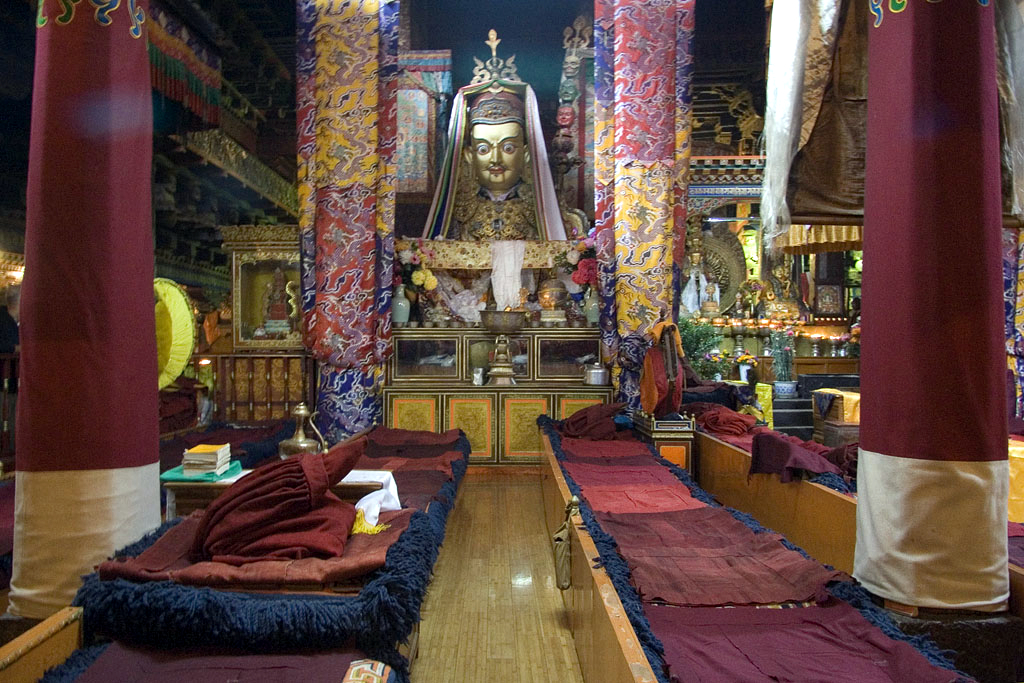
Interior del Templo de Jokhang.

Tras la caída de la monarquía, el centro del poder político en la región tibetana se desplazó fuera de Lhasa. Sin embargo, la importancia de Lhasa como lugar religioso se hizo cada vez mayor con el avance de los siglos. En el siglo XV, la ciudad de Lhasa había cobrado relevancia tras la fundación de tres grandes monasterios de la escuela tibetana del budismo Gelug por Je Tsongkhapa y sus discípulos.
El quinto dalái lama, Lobsang Gyatso (1617-1682), conquistó el Tíbet, trasladando el centro de su administración a Lhasa, que pasó a ser la capital política y religiosa del Tíbet.

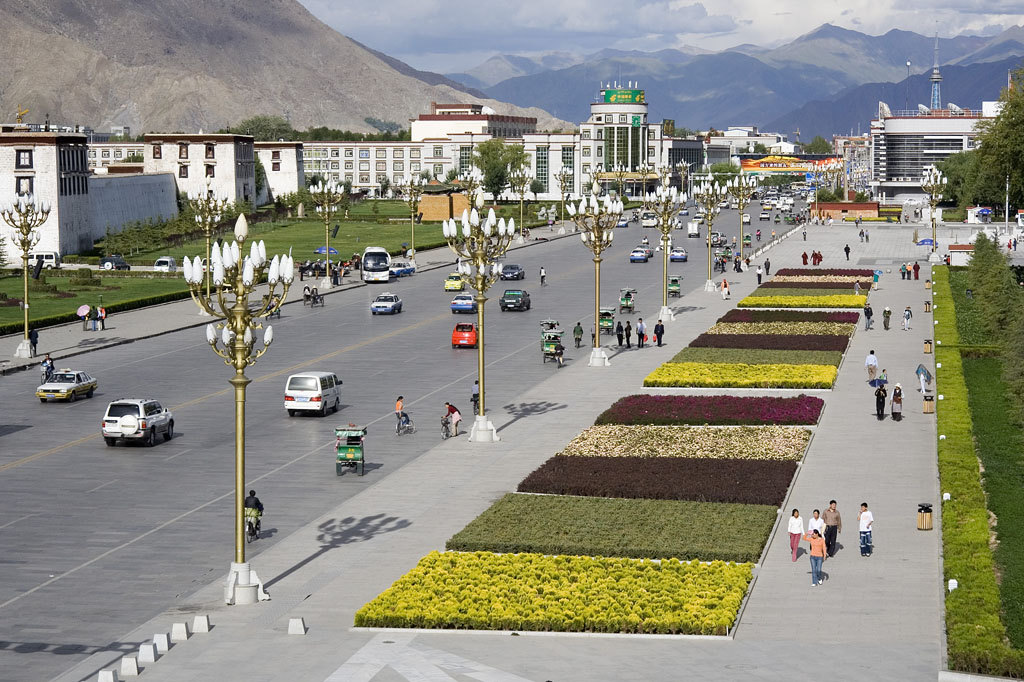
Vista de la vía principal de Lhasa.

En 1645, se inició la reconstrucción del palacio de Potala en la Colina Roja, el nombre Potala deriva posiblemente del monte Potalaka, la morada mitológica del Bodhisattva Avalokiteshvara. En 1648, se terminó el Potrang Karpo (Palacio Blanco), parte del Potala. A partir de ese momento, el Palacio Potala fue utilizado como residencia de invierno del dalái lama. El Potrang Marpo (Palacio Rojo) fue construido entre 1690 y 1694. Durante esa época, al Templo de Jokhang se le agregaron una serie de ampliaciones. Varios monasterios y construcciones del casco histórico proceden de esta segunda expansión de Lhasa.
En el siglo XVIII fue construido el Norbulingka por el 7.º dalái lama.
En la primera mitad del siglo XX, varios exploradores occidentales, tales como Francis Younghusband, Alexandra David-Néel y Heinrich Harrer, llevaron a cabo viajes a la ciudad. Lhasa era el centro del budismo tibetano, y casi la mitad de su población eran monjes. La población de Lhasa se estimó en 25 000 en 1951, con excepción de unos 15 000 monjes en los monasterios de la zona, aunque con la invasión del Ejército Popular de Liberación chino muchas personas huyeron de la ciudad, entre ellos el 14.º dalái lama, que en 1959 tuvo que abandonar su residencia en el Palacio de Potala rumbo al exilio en India, estableciendo la sede del Gobierno en la ciudad de Dharamsala en el estado de Himachal Pradesh.

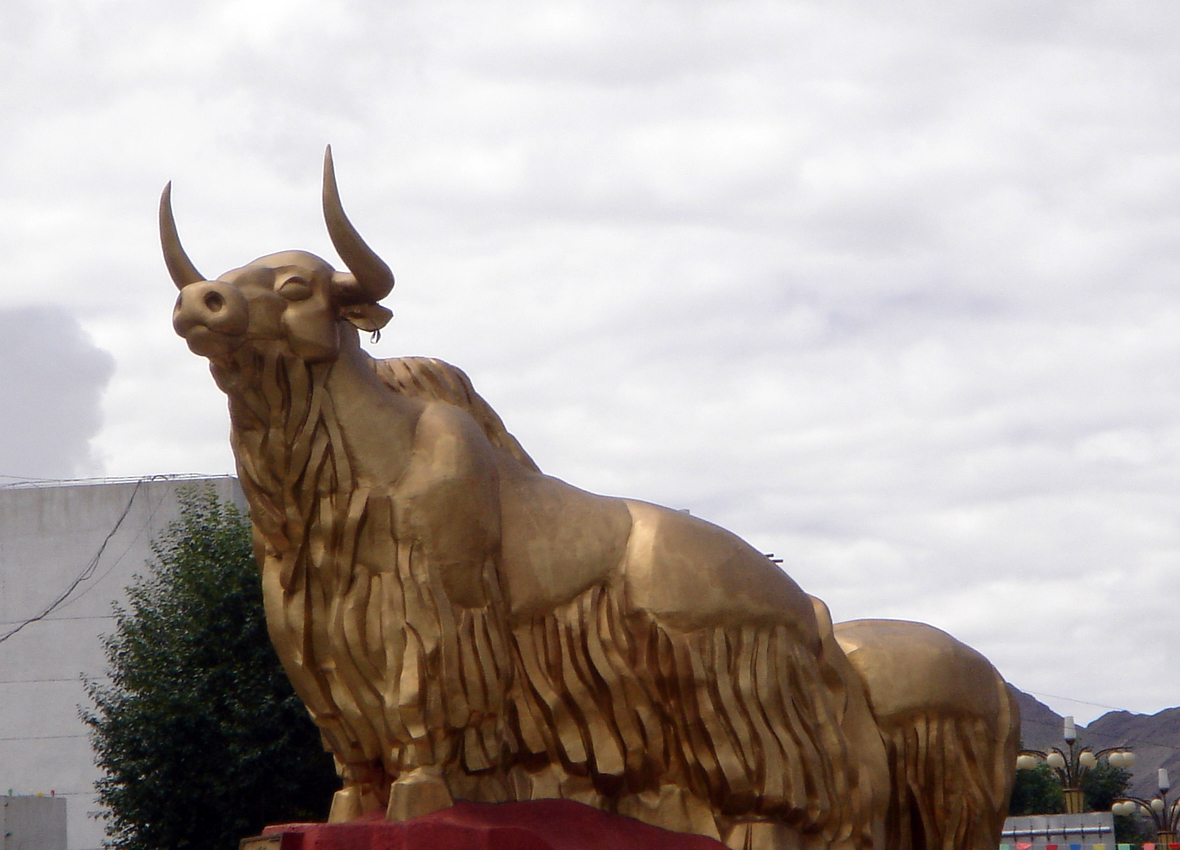
El yak, estatua en Lhasa.

Entre 1987 y 1989 se produjeron grandes manifestaciones pro independencia contra el régimen chino encabezadas por monjes y monjas. Como resultado, el Gobierno chino castigó a los instigadores de las protestas. Esto se manifestó en sesiones de "reeducación", en las que se invitaba a los monjes a denunciar al dalái lama y al independentismo tibetano. Muchos monjes que se negaron fueron condenados a penas de prisión, mientras que otros abandonaron los monasterios y fueron muchos los que escaparon a la India. El castigo fue tan grande que apenas hubo movimientos opositores posteriores.
A partir de comienzos de la década del 2000, la población de la ciudad es de alrededor de 255 000 habitantes. Para más información sobre la historia del Tíbet desde 1950, véase el artículo historia del Tíbet.

## Geografía y clima

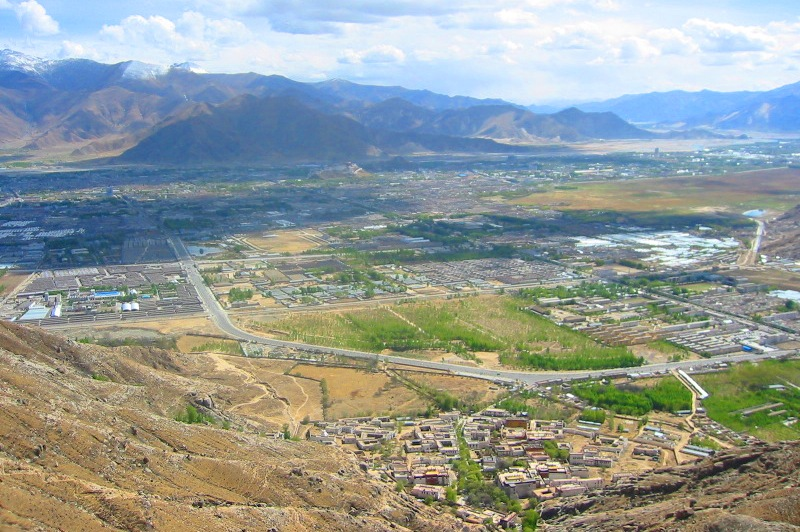
El valle tibetano de Lhasa.

Lhasa y su prefectura cubren un área de 30 000 km² en total. El centro urbano posee un área de 544 km² y una población de 500 000 habitantes, de los cuales, la mitad, aproximadamente, vive en el centro urbano de la ciudad.
Es una de las ciudades más altas del mundo y se encuentra localizada al fondo de un pequeño valle rodeado de montañas. Lhasa tiene una elevación de 3650 metros y se encuentra en el centro de la meseta tibetana. Las montañas de alrededor se elevan hasta los 5500 metros y el río Kyi, un afluente del Brahmaputra, cruza toda la ciudad.
Cuenta con un clima muy suave durante todo el año, ya que su temperatura media anual durante el día es de 8 °C. No sufre inviernos extremadamente fríos ni veranos demasiado calurosos. Además, sus habitantes gozan de unas 3000 horas anuales de sol, que le ha servido para ser conocida, en algunas ocasiones, como "la Ciudad Iluminada". Las épocas de mayores precipitaciones suelen darse en julio, agosto y septiembre y son consideradas como las mejores del año. Suele llover por la noche y el resto del día es soleado.
| Parámetros climáticos promedio de Lhasa | Parámetros climáticos promedio de Lhasa | Parámetros climáticos promedio de Lhasa | Parámetros climáticos promedio de Lhasa | Parámetros climáticos promedio de Lhasa | Parámetros climáticos promedio de Lhasa | Parámetros climáticos promedio de Lhasa | Parámetros climáticos promedio de Lhasa | Parámetros climáticos promedio de Lhasa | Parámetros climáticos promedio de Lhasa | Parámetros climáticos promedio de Lhasa | Parámetros climáticos promedio de Lhasa | Parámetros climáticos promedio de Lhasa | Parámetros climáticos promedio de Lhasa |
| Mes                                     | Ene.                                    | Feb.                                    | Mar.                                    | Abr.                                    | May.                                    | Jun.                                    | Jul.                                    | Ago.                                    | Sep.                                    | Oct.                                    | Nov.                                    | Dic.                                    | Anual                                   |
| --------------------------------------- | --------------------------------------- | --------------------------------------- | --------------------------------------- | --------------------------------------- | --------------------------------------- | --------------------------------------- | --------------------------------------- | --------------------------------------- | --------------------------------------- | --------------------------------------- | --------------------------------------- | --------------------------------------- | --------------------------------------- |
| Temp. máx. abs. (°C)                    | 17                                      | 20                                      | 23                                      | 25                                      | 27                                      | 30                                      | 35                                      | 30                                      | 27                                      | 25                                      | 20                                      | 17                                      | 35                                      |
| Temp. máx. media (°C)                   | 7                                       | 9                                       | 13                                      | 16                                      | 20                                      | 23                                      | 22                                      | 21                                      | 20                                      | 17                                      | 12                                      | 8                                       | 15.7                                    |
| Temp. media (°C)                        | 0                                       | 3                                       | 7                                       | 10                                      | 14                                      | 16                                      | 18                                      | 16                                      | 14                                      | 9                                       | 6                                       | 0                                       | 9.4                                     |
| Temp. mín. media (°C)                   | -8                                      | -5                                      | -2                                      | 2                                       | 6                                       | 10                                      | 11                                      | 10                                      | 8                                       | 2                                       | -4                                      | -8                                      | 1.8                                     |
| Temp. mín. abs. (°C)                    | -20                                     | -16                                     | -10                                     | -7                                      | -2                                      | 1                                       | 2                                       | 2                                       | 1                                       | -5                                      | -13                                     | -19                                     | -20                                     |
| Precipitación total (mm)                | 0.8                                     | 1                                       | 2.3                                     | 5.6                                     | 23.1                                    | 58.9                                    | 96.8                                    | 98                                      | 55.6                                    | 4.8                                     | 0.5                                     | 0.5                                     | 348                                     |
| Fuente: 27 de diciembre de 2007         |                                         |                                         |                                         |                                         |                                         |                                         |                                         |                                         |                                         |                                         |                                         |                                         |                                         |

## Administración
La división administrativa de Lhasa, como una ciudad prefectura, se compone de un distrito y siete condados. El distrito de Chengguan comprende la ciudad de Lhasa.
| Mapa | Mapa                     | Mapa       | Mapa             | Mapa            | Mapa                      | Mapa                  | Mapa       | Mapa                |
| ---- | ------------------------ | ---------- | ---------------- | --------------- | ------------------------- | --------------------- | ---------- | ------------------- |
|      |                          |            |                  |                 |                           |                       |            |                     |
| #    | Nombre                   | Hanzi      | Hanyu Pinyin     | tibetano        | Wylie                     | Población (est. 2003) | Área (km²) | Densidad (hab./km²) |
| 1    | Distrito de Chengguan    | 城关区     | Chéngguān Qū     | ཁྲིན་ཀོན་ཆུས་       | khrin kon chus            | 140 000               | 525        | 267                 |
| 2    | Condado de Lhünzhub      | 林周县     | Línzhōu Xiàn     | ལྷུན་གྲུབ་རྫོང་       | lhun grub rdzong          | 60 000                | 4100       | 15                  |
| 3    | Condado de Damxung       | 当雄县     | Dāngxióng Xiàn   | འདམ་གཞུང་རྫོང      | dam gzhung rdzong         | 40 000                | 10 234     | 4                   |
| 4    | Condado de Nyêmo         | 尼木县     | Nímù Xiàn        | སྙེ་མོ་རྫོང་         | snye mo rdzong            | 30 000                | 3266       | 9                   |
| 5    | Condado de Qüxü          | 曲水县     | Qūshuǐ Xiàn      | ཆུ་ཤུར་རྫོང་        | chu shur rdzong           | 30 000                | 1624       | 18                  |
| 6    | Distrito de Doilungdêqên | 堆龙德庆区 | Duīlóngdéqìng Qū | སྟོད་ལུང་བདེ་ཆེན་རྫོང་ | stod lung bde chen rdzong | 40 000                | 2672       | 15                  |
| 7    | Condado de Dagzê         | 达孜县     | Dázī Xiàn        | སྟག་རྩེ་རྫོང་        | stag rtse rdzong          | 30 000                | 1361       | 22                  |
| 8    | Condado de Maizhokunggar | 墨竹工卡县 | Mòzhúgōngkǎ Xiàn | མལ་གྲོ་གུང་དཀར་རྫོང་ | mal gro gung dkar rdzong  | 40 000                | 5492       | 7                   |

## Demografía
La población total de la Prefectura de Lhasa es de 521 500 habitantes (incluyendo la población de inmigrantes). De estos, 257 400 están en la zona urbana (incluyendo la población inmigrante de 100 700), mientras que 264 100 están en los alrededores.
Lhasa es el hogar de los tibetanos, los chinos han y los chinos hui, así como de otros y variopintos grupos étnicos. Los tibetanos, según fuentes chinas, siguen siendo la etnia más extendida, constituyendo un 87 % de la población. Muchos tibetanos afirman, sin embargo, que debido a la afluencia masiva de emigrantes de otras zonas de China como política de control étnico al igual que en Xinjiang, los tibetanos son hoy en día una minoría.
| Distribución étnica de la prefectura de Lhasa, según el censo del año 2000 | Distribución étnica de la prefectura de Lhasa, según el censo del año 2000 | Distribución étnica de la prefectura de Lhasa, según el censo del año 2000 | Distribución étnica de la prefectura de Lhasa, según el censo del año 2000 | Distribución étnica de la prefectura de Lhasa, según el censo del año 2000 | Distribución étnica de la prefectura de Lhasa, según el censo del año 2000 | Distribución étnica de la prefectura de Lhasa, según el censo del año 2000 | Distribución étnica de la prefectura de Lhasa, según el censo del año 2000 |
|                                                                            | Total                                                                      | Tibetanos                                                                  | Tibetanos                                                                  | Han                                                                        | Han                                                                        | Otros                                                                      | Otros                                                                      |
| Prefectura de Lhasa                                                        | 474 499                                                                    | 387 124                                                                    | 81,6 %                                                                     | 80 584                                                                     | 17 %                                                                       | 6791                                                                       | 1,4 %                                                                      |
| -------------------------------------------------------------------------- | -------------------------------------------------------------------------- | -------------------------------------------------------------------------- | -------------------------------------------------------------------------- | -------------------------------------------------------------------------- | -------------------------------------------------------------------------- | -------------------------------------------------------------------------- | -------------------------------------------------------------------------- |
| Chengguan                                                                  | 223 001                                                                    | 140 387                                                                    | 63,0 %                                                                     | 76 581                                                                     | 34,3 %                                                                     | 6033                                                                       | 2,7 %                                                                      |
| Lhünzhub                                                                   | 50 895                                                                     | 50 335                                                                     | 98,9 %                                                                     | 419                                                                        | 0,8 %                                                                      | 141                                                                        | 0,3 %                                                                      |
| Damxung                                                                    | 39 169                                                                     | 38 689                                                                     | 98,8 %                                                                     | 347                                                                        | 0,9 %                                                                      | 133                                                                        | 0,3 %                                                                      |
| Nyêmo                                                                      | 27 375                                                                     | 27 138                                                                     | 99,1 %                                                                     | 191                                                                        | 0,7 %                                                                      | 46                                                                         | 0,2 %                                                                      |
| Qüxü                                                                       | 29 690                                                                     | 28 891                                                                     | 97,3 %                                                                     | 746                                                                        | 2,5 %                                                                      | 53                                                                         | 0,2 %                                                                      |
| Doilungdêqên                                                               | 40 543                                                                     | 38 455                                                                     | 94,8 %                                                                     | 1868                                                                       | 4,6 %                                                                      | 220                                                                        | 0,5 %                                                                      |
| Dagzê                                                                      | 24 906                                                                     | 24 662                                                                     | 99,0 %                                                                     | 212                                                                        | 0,9 %                                                                      | 32                                                                         | 0,1 %                                                                      |
| Maizhokunggar                                                              | 38 920                                                                     | 38 567                                                                     | 99,1 %                                                                     | 220                                                                        | 0,6 %                                                                      | 133                                                                        | 0,3 %                                                                      |

## Cultura y lugares de interés

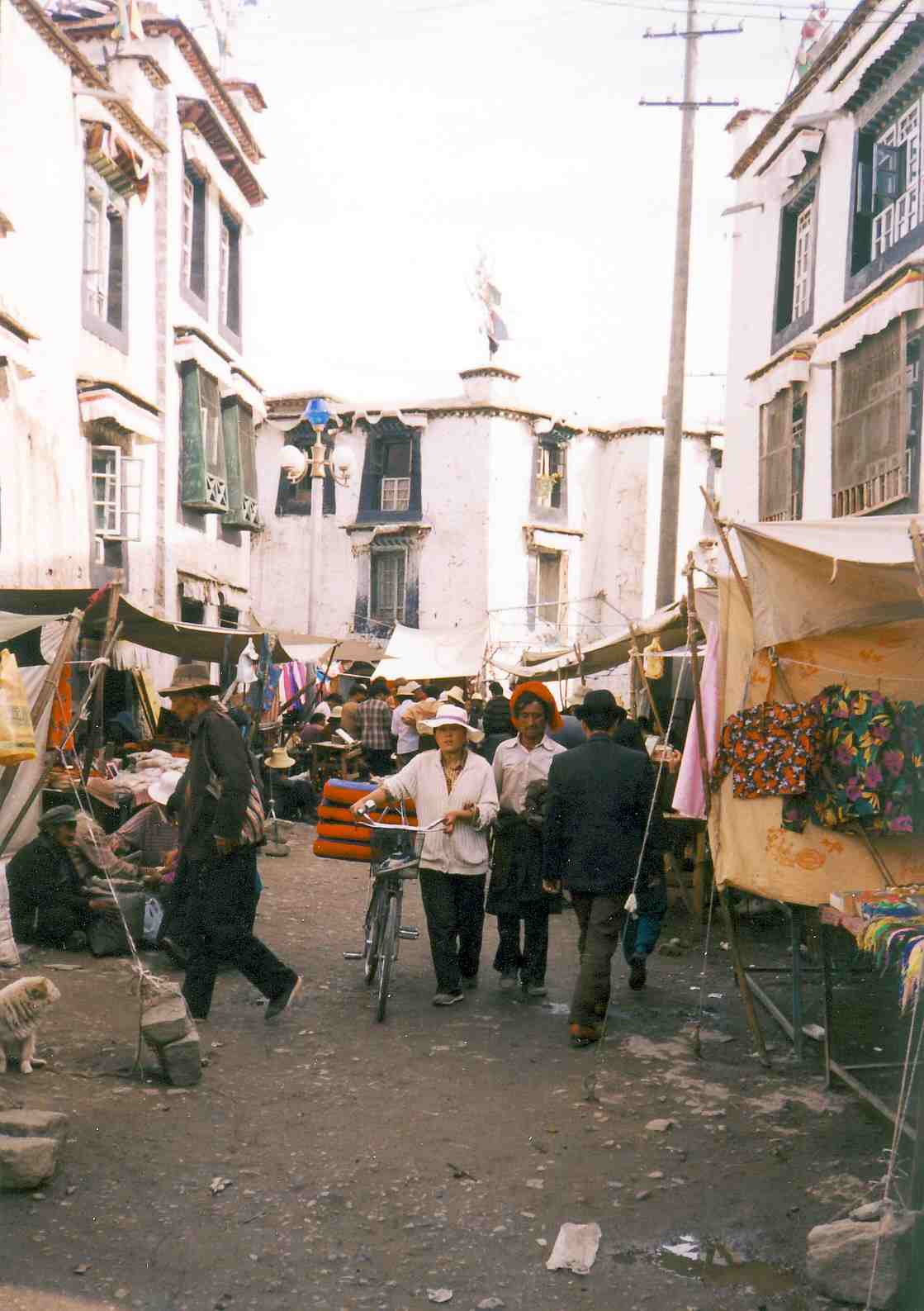
El Barkhor, un lugar donde caminar, meditar e ir de compras.

Lhasa tiene muchos lugares de interés histórico, incluyendo el palacio de Potala, el templo de Jokhang, el monasterio de Sera, el templo de Zhefeng, el monasterio de Drepung y el palacio de Norbulingka. Sin embargo, muchos de estos importantes lugares resultaron dañados o destruidos, en su mayoría, durante la Revolución Cultural.
La ciudad de Lhasa cuenta con tres círculos concéntricos utilizados por los peregrinos para recorrer por el exterior el templo sagrado de Johkhang, muchos de los cuales los recorren total o parcialmente postrados a lo largo de sus sendas con el fin de ganar méritos espirituales. El primer círculo, el Nangkor (Nang-skor), se encuentra dentro del Templo de Jokhang, y rodeando el santuario de la Jowo Shakyamuni, la estatua más sagrada del budismo tibetano. El círculo del centro, el Barkor (Bar-skor), pasa a través de la Ciudad Vieja y rodea el Templo de Jokhang y otros edificios vecinos. El más exterior de los círculos, el Lingkor (Gling-skor) delimita las fronteras tradicionales de la ciudad de Lhasa. Debido a la construcción de una larga calle, la Pekín Lam, el Lingkor no es normalmente utilizado por los peregrinos.
Cada agosto, el festival Shoton, uno de los mayores festivales tradicionales del Tíbet, tiene su centro neurálgico en Lhasa, donde fue celebrado por vez primera en el siglo VII.
La comida en Lhasa puede ser también vista como parte de su cultura. Normalmente, los tibetanos se alimentan de carne de cordero y vacuna. Especialmente por parte de los carniceros, quienes desecan estas carnes antes de que el invierno haga su entrada, posibilitando así contar con suministros suficientes durante los meses más fríos. El vino es indispensable para los tibetanos, quienes lo beben con un qingke, una especie de planta que crece en la meseta del Tíbet.

### Monumentos y lugares de interés
- Palacio de Potala
- Barkhor
- Tromzikhang
- Jokhang
- Norbulingka
- Lingkhor
- Muru Nyingba
- Chokpuri
- Carretera del norte
- Universidad del Tíbet
- Factoría de alfombras de Lhasa
- Lhasa Hotel
- Estación de ferrocarril de Lhasa
- Estación oeste de ferrocarril de Lhasa
- Carretera central de Pekín

## Turismo
Según las autoridades de la región, 1,1 millones de personas visitaron el Tíbet en el 2004. Las autoridades chinas planean un ambicioso plan de crecimiento del turismo en la región esperando a diez millones de visitantes en 2020; estos visitantes se espera que sean principalmente de la etnia china. 

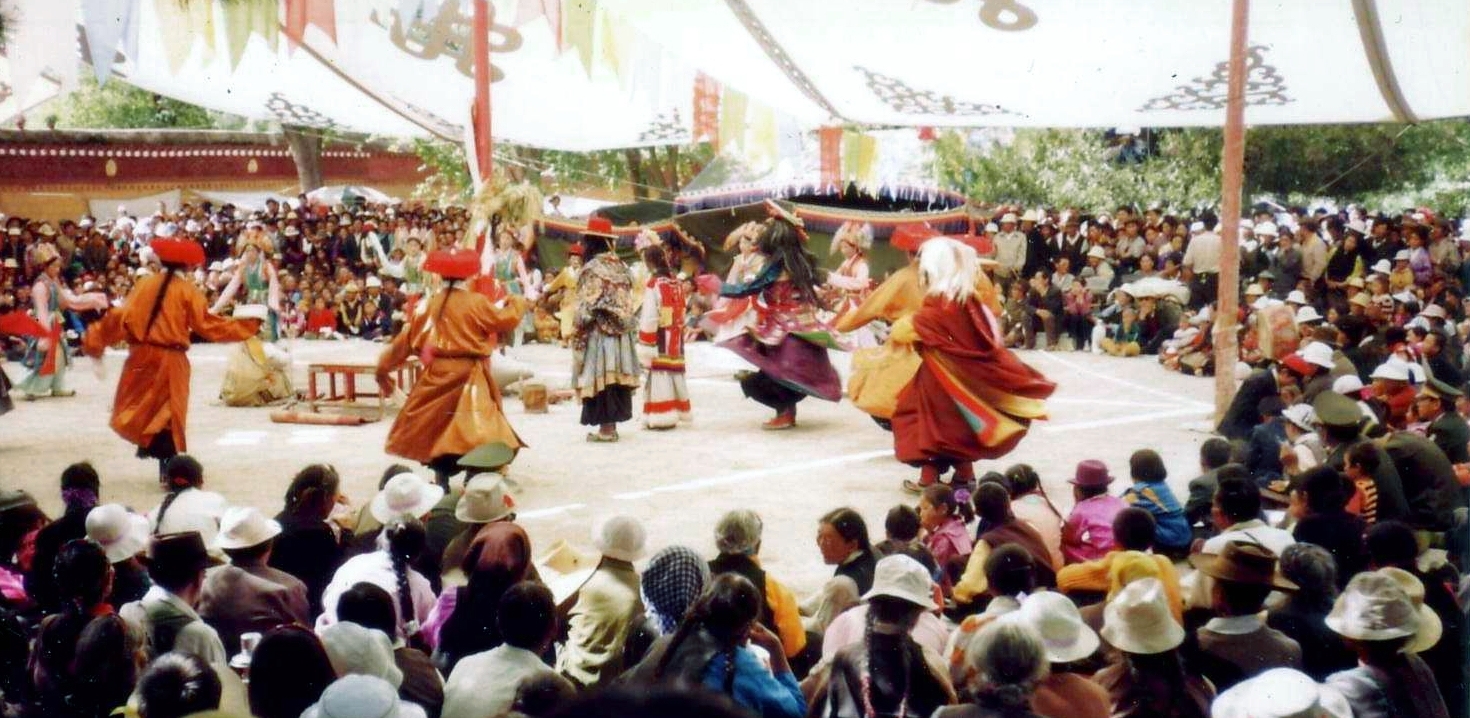
Festival Sho dun (Shotun).

Los partidarios de la autonomía del Tíbet creen que el incremento del turismo redundará en una degradación de la cultura indígena del Tíbet; en particular, estos partidarios de la autonomía tibetana creen que la remodelación de los entornos de los lugares históricos, como el palacio de Potala, un Patrimonio de la Humanidad, según la Unesco, convertirán a la zona en una especie de parque de atracciones desvirtuando el lugar sagrado.

## Transporte

### Carretera
La ciudad se encuentra bien comunicada por carretera mediante la autopista G109 que discurre por el noreste hacia la localidad de Xining para terminar en Pekín y es el camino más utilizado, la ciudad también cuenta con la autopista G318 que discurre hacia el este y la comunica con Chengdu y finaliza en Shanghái y con la autopista G219 que discurre hacia el norte y la comunica con Yecheng en Sinkiang, esta última ruta es la menos usada debido a la baja calidad de sus instalaciones y a que carece de suficientes estaciones de servicio.

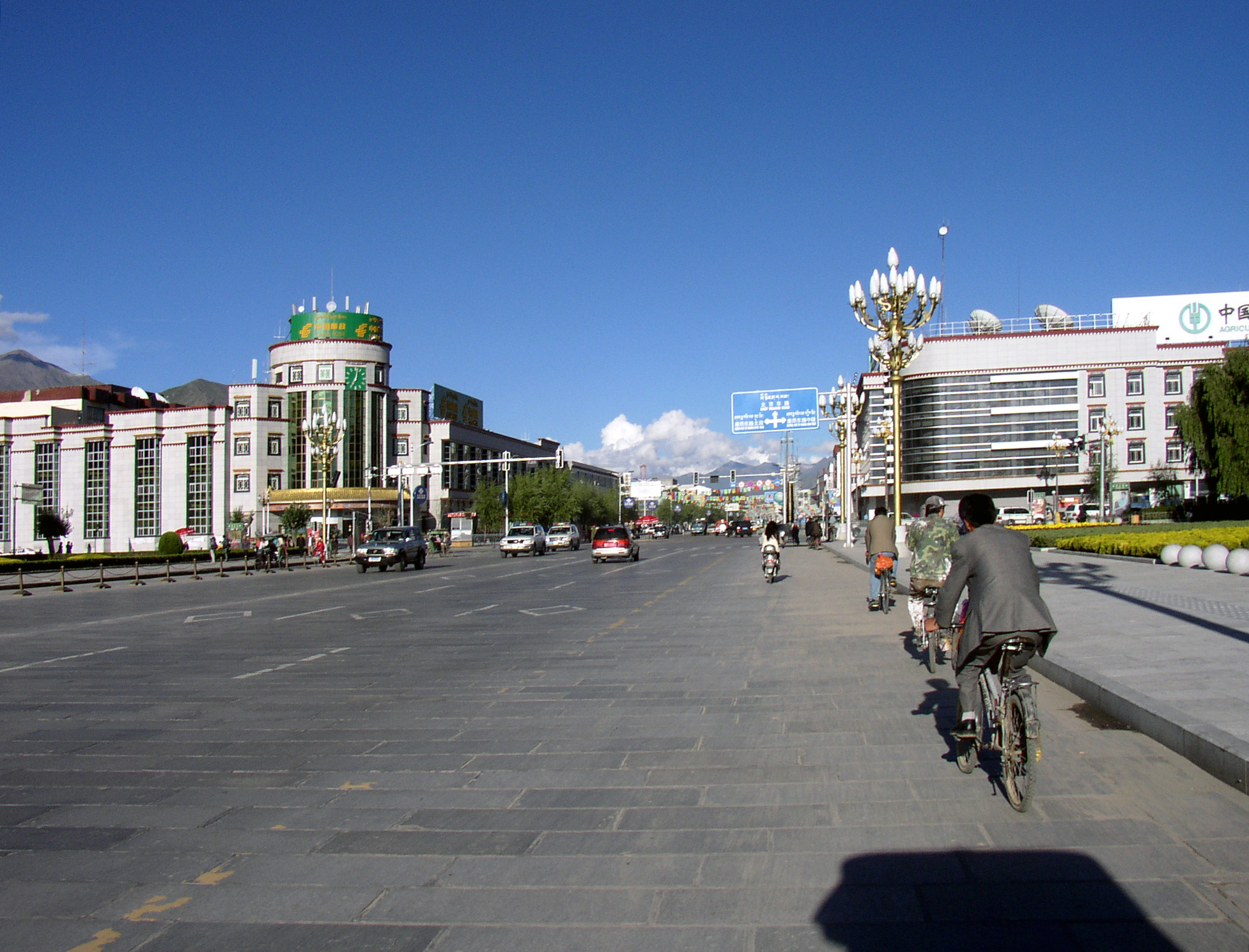
Vista de la calle principal.

### Ferrocarril
La ciudad cuenta con una importante estación de ferrocarril conectada con la línea Qinghai–Tíbet que es la línea de ferrocarril que discurre a más altura en todo el mundo y que comunica a la ciudad con localidades importantes a nivel nacional como Pekín, Chengdu o Cantón. Inicialmente la diferencia de altura que presentaban los tramos de la ruta provocaba que muchos de los pasajeros enfermaran de mal de montaña, en la actualidad esto se ha solucionado mediante la utilización de máscaras de oxígeno para los pasajeros y bombeando extra oxígeno a través del sistema de ventilación.

### Transporte aéreo
La ciudad es servida por el Aeropuerto de Lhasa Gonggar que se encuentra localizado a unos 45 kilómetros del centro urbano, este aeropuerto posee conexiones a varias localidades chinas como Pekín y Chengdu y a Katmandú, la capital de Nepal.

## Edificios importantes

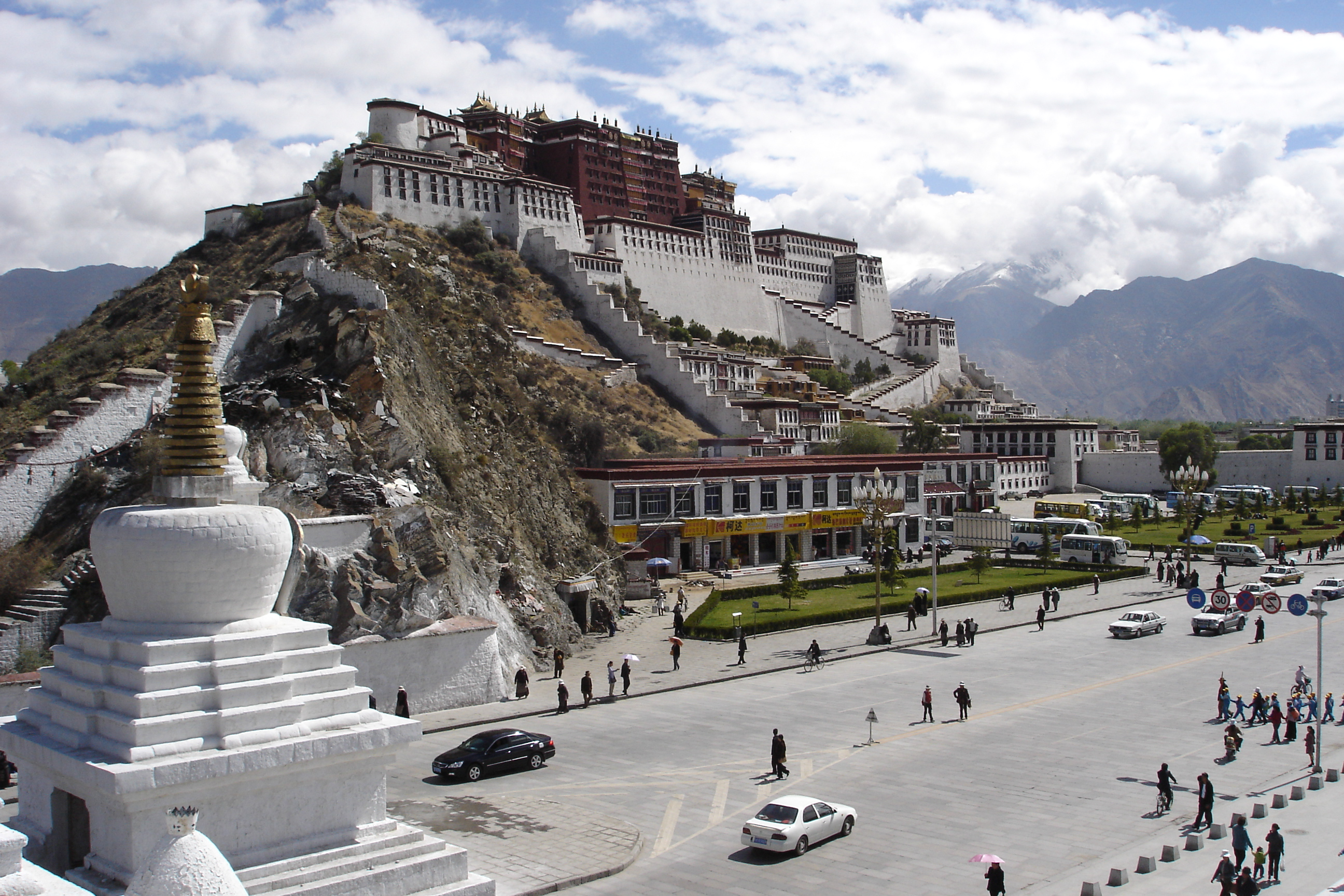
El palacio de Potala en Lhasa.

- El palacio de Potala forma parte del Patrimonio de la Humanidad de la Unesco y es uno de los monumentos más importantes del país.[3]
- El templo de Jokhang, el más antiguo de la capital tibetana, construido en el año 647, durante la dinastía Tang, siglo VII, formando parte del Patrimonio de la Humanidad.
- El monasterio de Sera (en tibetano: སེ་ར་) es una de las "tres grandes" universidades monasterio gelukpa del Tíbet. Sera significa Recinto de Rosas. El monasterio está a unos 5 km al norte del de Jokhang.
- El monasterio de Drepung (literalmente, Pila de arroz) está situado a los pies del Monte Gephel y es otro de las "tres grandes" universidades monasterio gelukpa del Tíbet.
- El palacio de Norbulingka (en tibetano: ནོར་འུ་གླིང་ཀ་) es un palacio que sirvió como residencia tradicional de verano de los sucesivos dalái lamas desde 1780 hasta la toma de poder de la República Popular China en la década de 1950, formando parte del Patrimonio de la Humanidad.

## Galería

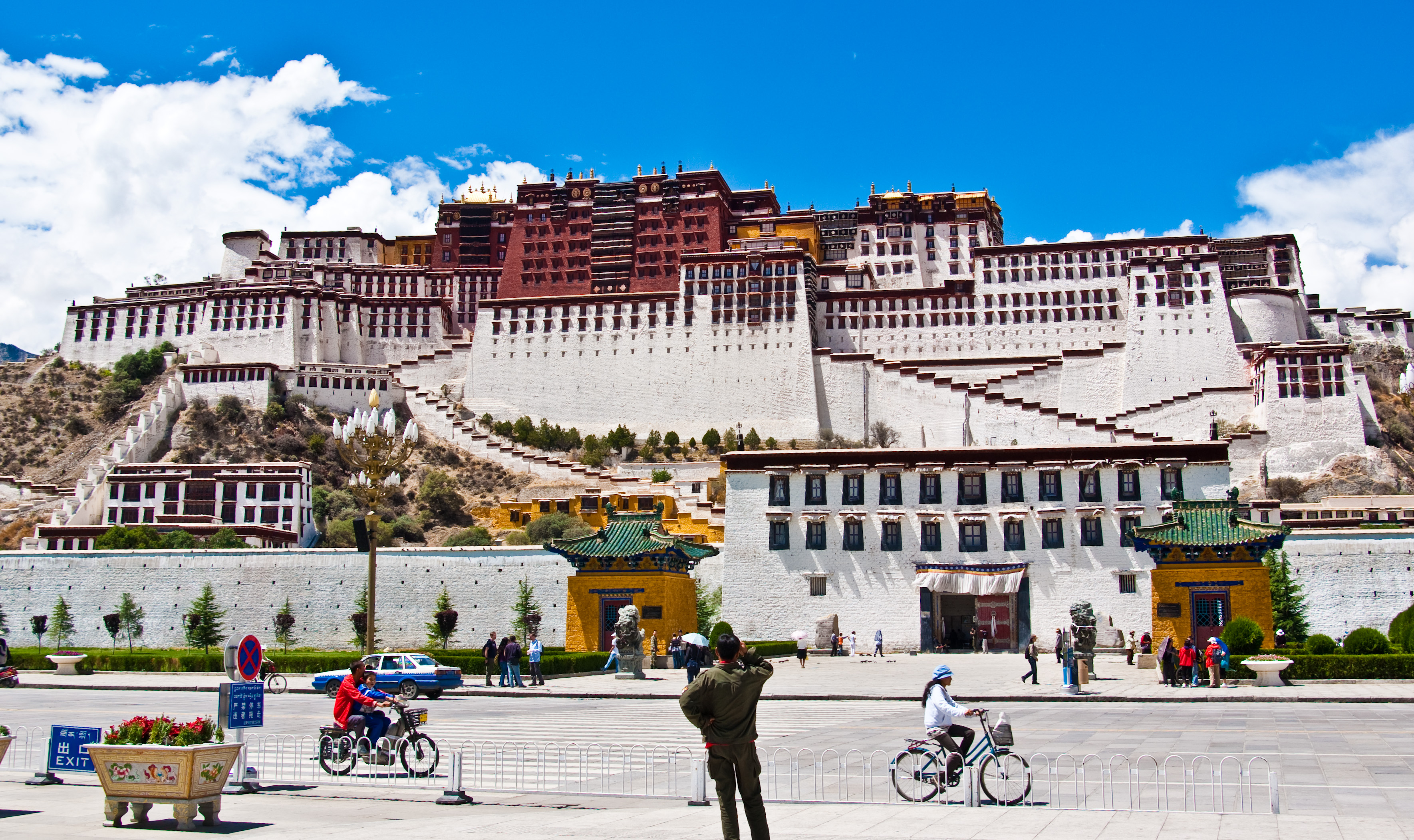
Vista del palacio de Potala.
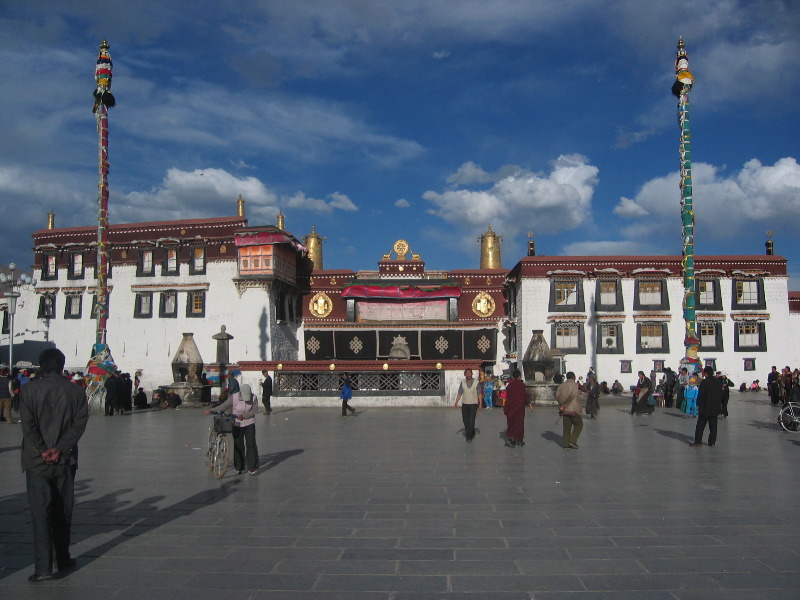
Templo de Jokhang.
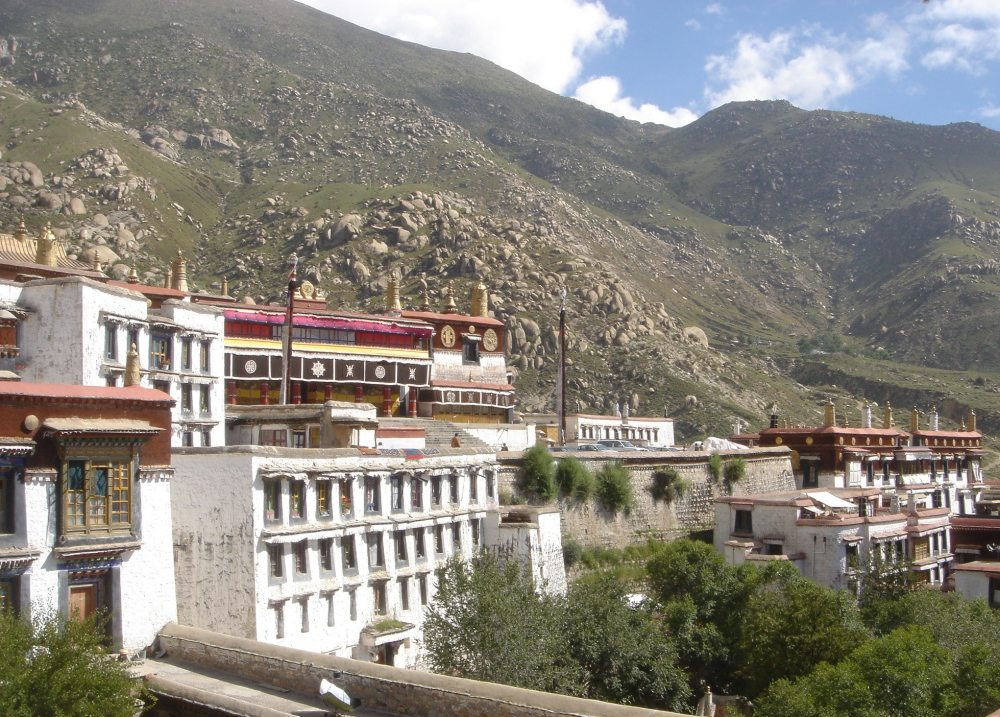
Monasterio de Drepung.
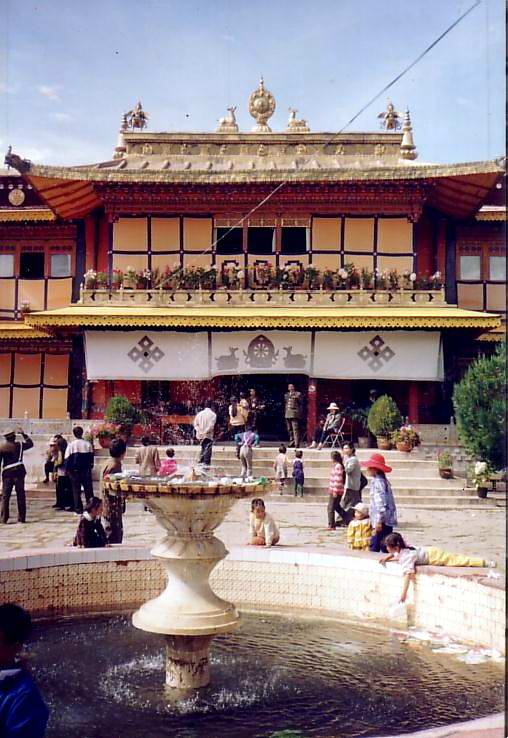
El palacio de Norbulingka en agosto de 1993.
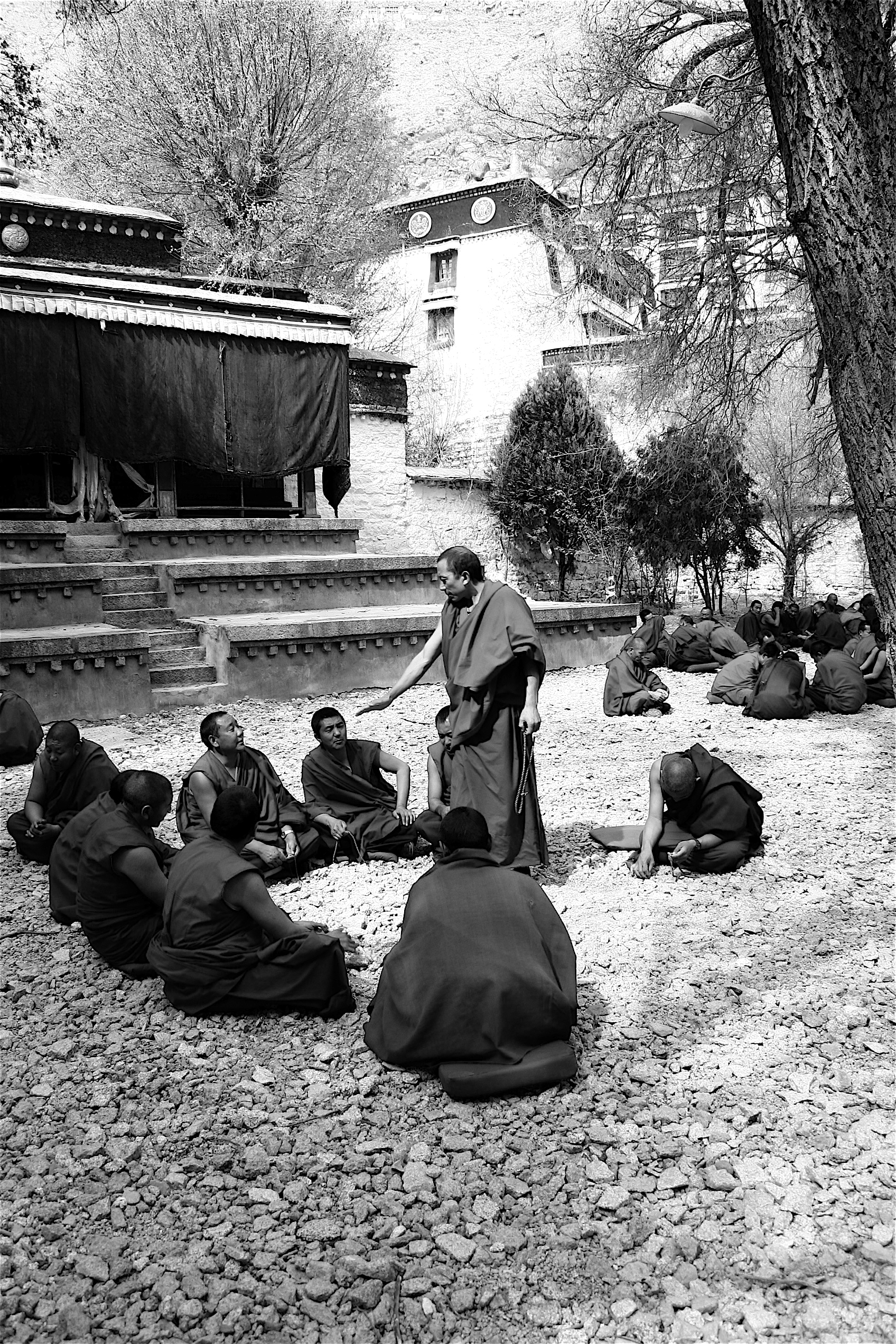
Monjes practicando sus habilidades de debate en el monasterio de Sera.
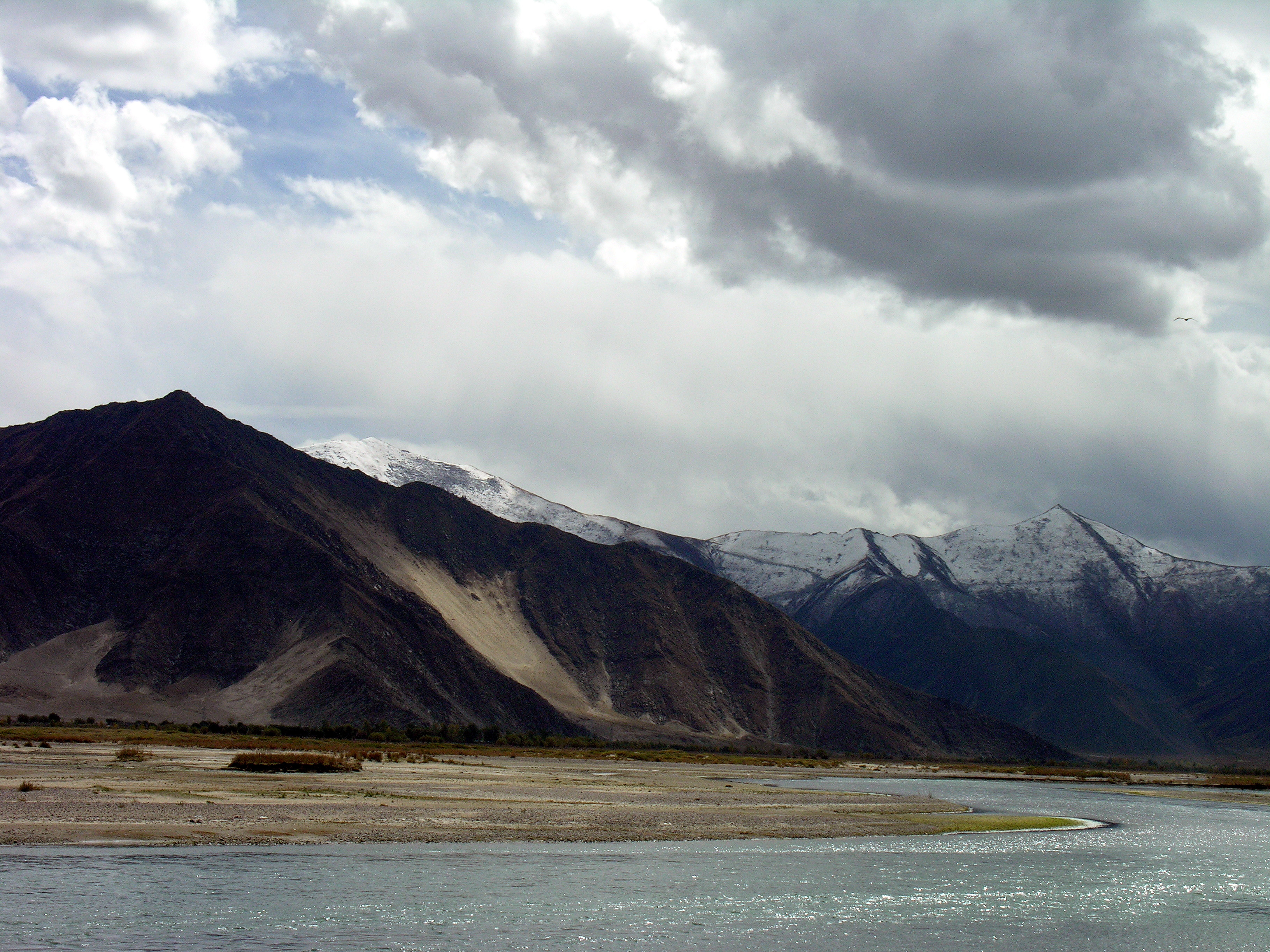
Río Lhasa al sur de la capital.